# Altstadt I (Mülheim an der Ruhr)
Altstadt I ist ein Stadtteil und der historische Kern der kreisfreien, nordrhein-westfälischen Stadt Mülheim an der Ruhr.

## Lage
Der flächenmäßig kleinste, aber auch am dichtesten besiedelte Stadtteil Mülheims liegt am historischen Westfälischen Hellweg im Stadtbezirk Rechtsruhr-Süd. Er grenzt an Altstadt II, Heißen, Menden-Holthausen und, auf der anderen Seite der Ruhr, an Saarn und Broich.